# 六角凧サブレー
六角凧サブレー（ろっかくたこサブレー）は、日本の製菓業者・ヤマトヤが製造しているサブレー。1966年の発売以降、新潟県三条市の銘菓として親しまれている。

## 概要
三条市で毎年6月に開催される三条凧合戦（さんじょういかがっせん）に因み、合戦で使用される六角形の凧（いか）を象ったサブレーとして売り出された。なお、三条では凧のことを「たこ」でなく「いか」と呼んでいるが、本商品は「ろっかくたこサブレー」と読み、公式サイトのドメイン名も「takosable.com」となっている。
六角形のサブレーに歌舞伎絵をデザインして凧合戦の凧に似せているのが特徴で、箱には六角凧を小型で再現したミニ凧が1枚入っている。

### ミニ凧の種類
- 佐々木高綱（1966年の発売時より）
- 源義経（1978年追加）
- 上杉謙信（1978年追加）
- 三条左衛門（1983年追加）
- 熊谷次郎直実（1983年追加）
- 曽我五郎（1992年追加）
- 牛若丸（1992年追加）
- 加藤清正（1992年追加）
- 金太郎（1992年追加）
- 武田信玄（2003年追加）
- 直江兼続（2009年追加）

以下の3点は現在、絶版となっている。
- 大石蔵之助（1978年 - 1983年）
- 牛若丸・弁慶（1978年 - 1983年）
- 鍾馗（1983年 - 1996年）